# 3124 Kansas
3124 Kansas (1981 VB) là một tiểu hành tinh vành đai chính được phát hiện ngày 3 tháng 11 năm 1981 bởi D. J. Tholen ở Kitt Peak.